# Syvårssøerne
Syvårssøerne er navnet på et fænomen der opstår ved en række temporære søer nord for Randbøl Hede i Frederikshåb Plantage. Når grundvandet stiger dukker søerne op, og når grundvandet falder igen, forsvinder søerne.